# Lengshui (köpinghuvudort i Kina, Hunan Sheng, lat 25,55, long 112,03)
Lengshui (kinesiska: 冷水) är en köpinghuvudort i Kina. Den ligger i provinsen Hunan, i den södra delen av landet, omkring 310 kilometer söder om provinshuvudstaden Changsha. Antalet invånare är 71 255. Befolkningen består av 32 944 kvinnor och 38 311 män. Barn under 15 år utgör 23,0 %, vuxna 15-64 år 67 %, och äldre över 65 år 9,0 %.
Runt Lengshui är det ganska tätbefolkat, med 185 invånare per kvadratkilometer. Närmaste större samhälle är Shunling, 10,8 km väster om Lengshui. I omgivningarna runt Lengshui växer huvudsakligen savannskog.
Genomsnittlig årsnederbörd är 1 888 millimeter. Den regnigaste månaden är augusti, med i genomsnitt 273 mm nederbörd, och den torraste är oktober, med 37 mm nederbörd.